# Salcedo, Ilocos Sur

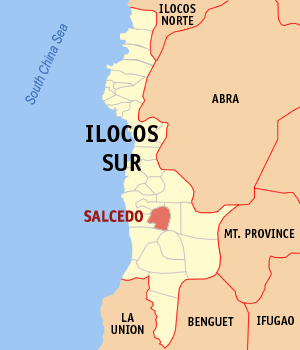
Bản đồ Ilocos Sur với vị trí của Salcedo

Salcedo là một đô thị hạng 4 ở tỉnh Ilocos Sur, Philippines. Theo điều tra dân số năm 2000 của Philipin, đô thị này có dân số 10.409 người trong 2.111 hộ.

## Các đơn vị hành chính
Salcedo được chia ra 21 barangay.
| - Atabay - Calangcuasan - Balidbid - Baluarte - Baybayading - Boguibog - Bulala-Leguey - Kaliwakiw - Culiong - Dinaratan - Kinmarin | - Lucbuban - Madarang - Maligcong - Pias - Poblacion Norte - Poblacion Sur - San Gaspar - San Tiburcio - Sorioan - Ubbog |